# Raorchestes

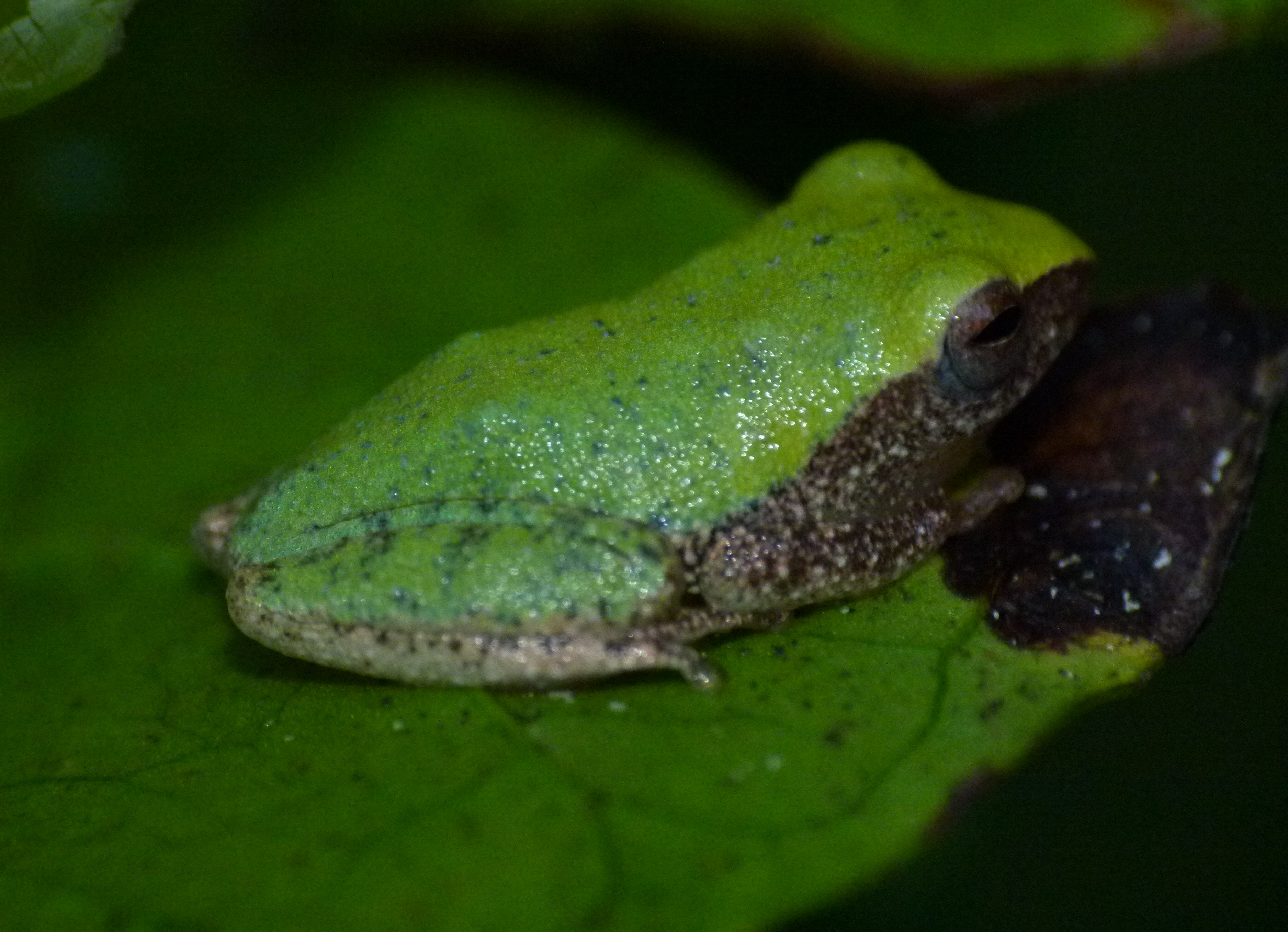
R. akroparallagi

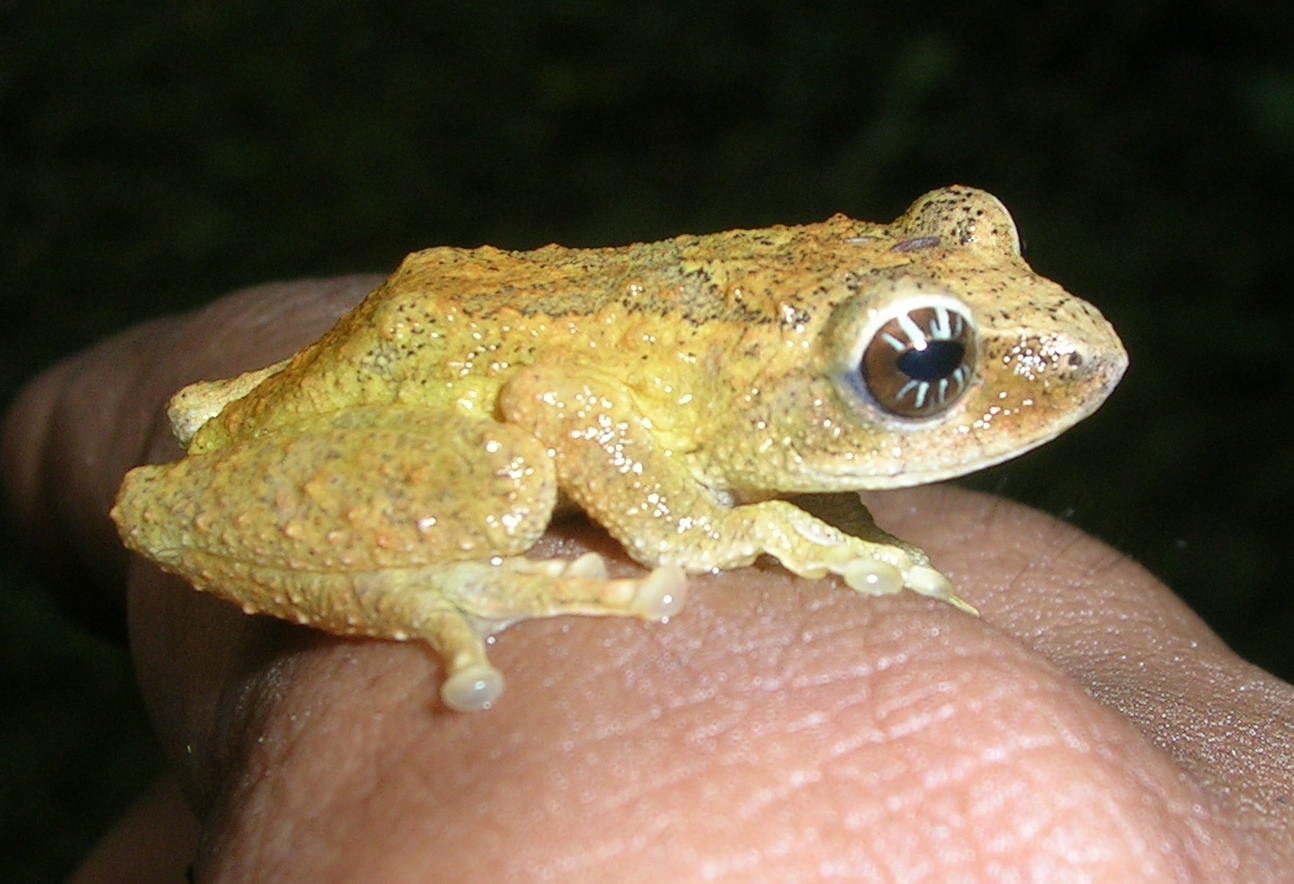
R. signatus

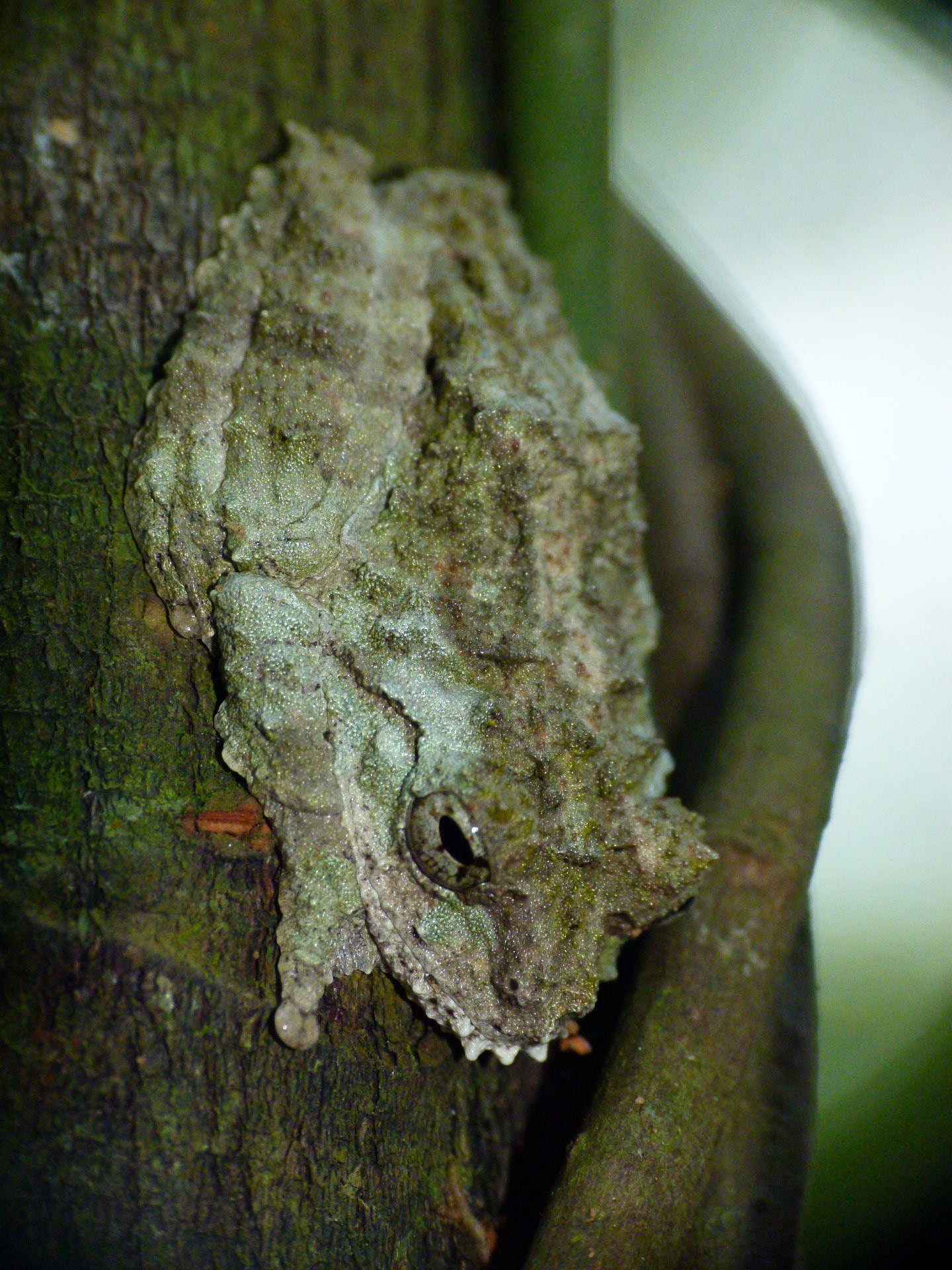
R. nerostagona

Raorchestes – rodzaj płazów bezogonowych z podrodziny Rhacophorinae w rodzinie nogolotkowatych (Rhacophoridae).

## Zasięg występowania
Rodzaj orientalny znany z Azji Południowej i Południowo-Wschodniej. Rozprzestrzeniony jest od Indii i Nepalu przez Mjanmę, Tajlandię i Laos po południowe Chiny, Wietnam, Kambodżę i zachodnią Malezję, jednak szczególnie dużą różnorodność gatunkową osiąga w Ghatach Zachodnich w południowych Indiach.

## Opis
Do rodzaju tego należą głównie nocne, stosunkowo małe bezogonowe. Ciało dorosłych mierzone od pyszczka osiąga długość od 15 do 45 mm. Nie posiadają „zębów lemieszowych” (ang. vomerine teeth). U wydających dźwięki samców widać duże, przezroczyste rezonatory. Wszyscy przedstawiciele rodzaju przechodzą rozwój bezpośredni, pozbawiony stadium wolno pływającej kijanki.

## Systematyka

### Etymologia
Raorchestes: C.R. Narayan Rao (1882–1960), indyjski zoolog i herpetolog; rodzaj Orchestes Tschudi, 1838.

### Taksonomia
Rodzaj Raorchestes został wprowadzony do klasyfikacji w 2010 roku przez S.D. Biju, Yogesha Shouche’a, Alaina Dubois, S.K. Duttę i Franky’ego Bossuyta. Gatunkiem typowym wyznaczyli oni Ixalus gladulosus, opisanego w 1854 roku przez Thomasa Caverhilla Jerdona. Przed wyznaczeniem tego rodzaju, należące doń obecnie gatunki umieszczone były w rodzajach Ixalus, Philautus i Pseudophilautus.
W 2014 roku S. P. Vijaykumar i współpracownicy opisali 9 nowych gatunków tego rodzaju z indyjskich Ghatów Zachodnich i rozpoznali w tamtejszej faunie 15 kladów.

### Podział systematyczny
Do rodzaju należą następujące gatunki:

- Raorchestes agasthyaensis Zachariah, Dinesh, Kunhikrishnan, Das, Raju, Radhakrishnan, Palot & Kalesh, 2011
- Raorchestes akroparallagi (Biju & Bossuyt, 2009)
- Raorchestes andersoni (Ahl, 1927)
- Raorchestes anili (Biju et Bossuyt, 2006)
- Raorchestes annandalii (Boulenger, 1906)
- Raorchestes archeos Vijaykumar, Dinesh, Prabhu & Shanker, 2014
- Raorchestes aureus Vijaykumar, Dinesh, Prabhu & Shanker, 2014
- Raorchestes beddomii (Günther, 1876)
- Raorchestes blandus Vijaykumar, Dinesh, Prabhu & Shanker, 2014
- Raorchestes bobingeri (Biju & Bossuyt, 2005)
- Raorchestes bombayensis (Annandale, 1919)
- Raorchestes cangyuanensis Wu, Suwannapoom, Xu, Murphy & Che, 2019
- Raorchestes chalazodes (Günther, 1876)
- Raorchestes charius (Rao, 1937)
- Raorchestes chlorosomma (Biju & Bossuyt, 2009)
- Raorchestes chotta (Biju & Bossuyt, 2009)
- Raorchestes chromasynchysi (Biju & Bossuyt, 2009)
- Raorchestes coonoorensis (Biju & Bossuyt, 2009)
- Raorchestes crustai Zachariah, Dinesh, Kunhikrishnan, Das, Raju, Radhakrishnan, Palot & Kalesh, 2011
- Raorchestes drutaahu Garg, Suyesh, Das, Bee & Biju, 2021
- Raorchestes dubois (Biju & Bossuyt, 2006)
- Raorchestes dulongensis Wu, Liu, Gao, Wang, Li, Zhou, Yuan & Che, 2021
- Raorchestes echinatus Vijaykumar, Dinesh, Prabhu & Shanker, 2014
- Raorchestes flaviocularis Vijaykumar, Dinesh, Prabhu & Shanker, 2014
- Raorchestes flaviventris (Boulenger, 1882)
- Raorchestes ghatei Padhye, Sayyed, Jadhav & Dahanukar, 2013
- Raorchestes glandulosus (Jerdon, 1854)
- Raorchestes graminirupes (Biju & Bossuyt, 2005)
- Raorchestes griet (Bossuyt, 2002)
- Raorchestes hassanensis (Dutta, 1985)
- Raorchestes hekouensis Du, Xu, Liu & Yu, 2024
- Raorchestes hillisi Jiang Ren, Guo, Wang & Li, 2020
- Raorchestes honnametti Gururaja,Priti, Roshmi & Aravind, 2016
- Raorchestes huanglianshan Jiang, Wang, Ren & Li, 2020
- Raorchestes indigo Vijaykumar, Dinesh, Prabhu & Shanker, 2014
- Raorchestes jayarami (Biju & Bossuyt, 2009)
- Raorchestes johnceei Zachariah, Dinesh, Kunhikrishnan, Das, Raju, Radhakrishnan, Palot & Kalesh, 2011
- Raorchestes kadalarensis Zachariah, Dinesh, Kunhikrishnan, Das, Raju, Radhakrishnan, Palot & Kalesh, 2011
- Raorchestes kaikatti (Biju & Bossuyt, 2009)
- Raorchestes kakachi Seshadri, Gururaja & Aravind, 2012
- Raorchestes kakkayamensis Garg, Suyesh, Das, Bee & Biju, 2021
- Raorchestes keirasabinae Garg, Suyesh, Das, Bee & Biju, 2021
- Raorchestes kollimalai Gowande, Ganesh & Mirza, 2020
- Raorchestes lechiya Zachariah, Cyriac, Chandramohan, Ansil, Mathew, Raju & Abraham, 2016
- Raorchestes leucolatus Vijaykumar, Dinesh, Prabhu & Shanker, 2014
- Raorchestes longchuanensis (Yang & Li, 1978)
- Raorchestes luteolus (Kuramoto & Joshy, 2003)
- Raorchestes malipoensis Huang, Liu, Du, Bernstein, Liu, Yang, Yu & Wu, 2023
- Raorchestes manipurensis (Mathew & Sen, 2009)
- Raorchestes manohari Zachariah, Dinesh, Kunhikrishnan, Das, Raju, Radhakrishnan, Palot & Kalesh, 2011
- Raorchestes marki (Biju & Bossuyt, 2009)
- Raorchestes menglaensis (Kou, 1990)
- Raorchestes munnarensis (Biju & Bossuyt, 2009)
- Raorchestes nerostagona (Biju & Bossuyt, 2005)
- Raorchestes ochlandrae (Gururaja, Dinesh, Palot, Radhakrishnan & Ramachandra, 2007)
- Raorchestes parvulus (Boulenger, 1893)
- Raorchestes ponmudi (Biju & Bossuyt, 2005)
- Raorchestes primarrumpfi Vijaykumar, Dinesh, Prabhu & Shanker, 2014
- Raorchestes ravii Zachariah, Dinesh, Kunhikrishnan, Das, Raju, Radhakrishnan, Palot & Kalesh, 2011
- Raorchestes resplendens Biju, Shouche, Dubois, Dutta & Bossuyt, 2010
- Raorchestes rezakhani Al-Razi, Maria & Muzaffar, 2020[5]
- Raorchestes sahai (Sarkar & Ray, 2006)
- Raorchestes sanctisilvaticus (Das & Chanda, 1997)
- Raorchestes sanjappai Garg, Suyesh, Das, Bee & Biju, 2021
- Raorchestes shillongensis (Pillai & Chanda, 1973)
- Raorchestes signatus (Boulenger, 1882)
- Raorchestes silentvalley Zachariah, Cyriac, Chandramohan, Ansil, Mathew, Raju & Abraham, 2016
- Raorchestes sushili (Biju & Bossuyt, 2009)
- Raorchestes theuerkaufi Zachariah, Dinesh, Kunhikrishnan, Das, Raju, Radhakrishnan, Palot & Kalesh, 2011
- Raorchestes thodai Zachariah, Dinesh, Kunhikrishnan, Das, Raju, Radhakrishnan, Palot & Kalesh, 2011
- Raorchestes tinniens (Jerdon, 1854)
- Raorchestes travancoricus (Boulenger, 1891)
- Raorchestes tuberohumerus (Kuramoto & Joshy, 2003)
- Raorchestes uthamani Zachariah, Dinesh, Kunhikrishnan, Das, Raju, Radhakrishnan, Palot & Kalesh, 2011
- Raorchestes vellikkannan Garg, Suyesh, Das, Bee & Biju, 2021
- Raorchestes yadongensis Zhang, Shu, Liu, Dong & Guo, 2022